# МОП-транзистор

Структура n-канального МОП-транзистора с индуцированным каналом

МОП-транзи́стор, или Полево́й (униполя́рный) транзи́стор с изоли́рованным затво́ром (англ. metal-oxide-semiconductor field-effect transistor, сокращённо «MOSFET») — полупроводниковый прибор, разновидность полевых транзисторов. Аббревиатура МОП образована от слов «металл-оксид-полупроводник», обозначающих слои типов материалов в приборах основного типа.
Поскольку МОП-транзистор является наиболее важным, где используются эти материалы, для него как синоним названия иногда используют название «МОП-структура», что не вполне корректно.
МОП-транзистор имеет три вывода: затвор, исток, сток (см. рис.). Электрический вывод от подложки обычно соединяется с истоком. В области полупроводника вблизи поверхности под затвором или создаётся при изготовлении, или возникает при приложении напряжения на затвор так называемый канал. Если канал создается при изготовлении, то такие транзисторы называют транзисторами со встроенным каналом. Если канал возникает при приложении напряжения, то такие транзисторы называют транзисторами с индуцированным каналом. Через канал между стоком и истоком протекают носители заряда, создавая ток канала. Ток канала зависит и от напряжения исток—затвор и напряжения исток—сток.
Полупроводником чаще всего является монокристаллический кремний (Si), а металлический затвор изолирован от канала очень тонким слоем диэлектрика В качестве диэлектрика наиболее часто используется диоксида кремния (SiO2), слой которого формируется на поверхности кремния технологическим окислением при изготовлении. Если вместо диоксида кремния применяется иной диэлектриком (Д), то такие транзисторы называют МДП-транзисторы (англ. MISFET, I = insulator).
В отличие от биполярных транзисторов, которые управляются током, транзисторы с изолированным затвором управляются напряжением на затворе — входным напряжением. Так как затвор изолирован от стока и истока, такие транзисторы обладают очень высоким входным сопротивлением.
МОП-транзисторы — основа современной электроники. Они являются самым массово производимым промышленным изделием, эти транзисторы используются в современных цифровых микросхемах, являясь основой МОП-технологии.

## Изобретение
В 1959 году Мартин Аттала (Mohamed M. Atalla) из Bell Labs предложил выращивать затворы полевых транзисторов из диоксида кремния. В том же году Аттала и его коллега Дион Канг создали первый работоспособный МОП-транзистор. Первые серийные МОП-транзисторы вышли на рынок в 1964 году, в 1970-е годы МОП-микросхемы завоевали рынки микросхем памяти и микропроцессоров, а в начале XXI века доля МОП-микросхем достигла 99 % от общего числа выпускаемых интегральных схем (ИС).

## Классификация

### По типу канала
Существуют МОП-транзисторы с собственным (или встроенным) (англ. depletion mode transistor) и индуцированным (или инверсным) каналом (англ. enhancement mode transistor). В приборах со встроенным каналом при нулевом напряжении затвор-исток канал транзистора открыт (то есть проводит ток между стоком и истоком); для запирания канала нужно приложить к затвору напряжение определённой полярности. Канал приборов с индуцированным каналом закрыт (не проводит ток) при нулевом напряжении затвор-исток; для открытия канала нужно приложить к затвору напряжение определённой полярности относительно истока.
В цифровой и силовой технике обычно применяются транзисторы только с индуцированным каналом. В аналоговой технике используются приборы обоих типов.

### Тип проводимости
Полупроводниковый материал канала может быть легирован примесями для получения электропроводимости p- или n-типа. Подачей на затвор определённого потенциала можно менять состояние проводимости участка канала под затвором. Если при этом из канала вытесняются его основные носители заряда, при этом обогащая канал неосновными носителями, то это режим называют режимом обогащения. При этом проводимость канала растёт. При подаче противоположного по знаку потенциала на затвор относительно истока канал обедняется от неосновных носителей и уменьшается его проводимость (это называется режимом обеднения, который характерен только для транзисторов со встроенным каналом).
Для n-канальных полевых транзисторов отпирающим является положительное (относительно истока) напряжение, приложенное к затвору и при этом превышающее пороговое напряжение открывания этого транзистора. Соответственно, для p-канальных полевых транзисторов отпирающим будет являться отрицательное относительно истока напряжение, приложенное к затвору и превышающее его пороговое напряжение.
Подавляющее большинство приборов по МОП-технологии выполняется так, что исток транзистора электрически соединён к полупроводниковой подложке структуры (чаще всего к самому кристаллу). При таком соединении образуется так называемый паразитный диод между истоком и стоком. Уменьшение вредного влияния этого диода сопряжено со значительными технологическими трудностями, поэтому это влияние научились преодолевать и даже использовать в некоторых схемотехнических решениях. Для n-канальных полевых транзисторов паразитный диод подключен анодом к истоку, а для p-канальных анодом — к стоку.

### Специальные транзисторы
Существуют транзисторы с несколькими затворами. Они используются в цифровой технике для реализации логических элементов или в качестве ячеек памяти в EEPROM. В аналоговой схемотехнике многозатворные транзисторы — аналоги многосеточных электровакуумных ламп — также получили некоторое распространение, например в схемах смесителей или устройств для регулировки усиления.
Силовые МОП-транзисторы (Power MOSFET):
Если на разработку практически пригодных маломощных МОП-транзисторов, после их изобретения (1959) понадобилось лишь несколько лет, то до появления первых мощных МОП-транзисторов прошло ещё 16 лет. Первые в мире мощные МОП-транзисторы, выполненные по технологии MOSPOWER®, представила компания Siliconix в 1976 году, а чуть позже, в 1979 году, компания International Rectifier предложила альтернативную МОП-структуру для построения мощных транзисторов, которая получила название HexFET®.
- HexFET — организация в одном кристалле тысяч параллельно-включенных МОП-транзисторных ячеек, образующих шестиугольник. Такое решение позволяет существенно снизить сопротивление открытого канала RDS(on) и делает возможным коммутацию больших токов. С точки зрения классификации полевых транзисторов HexFETотносятся к полевым транзисторам с индуцированным каналом.

Некоторые мощные МОП-транзисторы, используемые в силовой технике в качестве электрических ключей, снабжаются дополнительным выводом от канала транзистора для контроля протекающего через него тока.

## Условные графические обозначения
Условные графические обозначения полупроводниковых приборов регламентируются ГОСТ 2.730-73.
|                                                                                           | Индуцированный канал | Встроенный канал |
| P-канал                                                                                   |                      |                  |
| N-канал                                                                                   |                      |                  |
| Условные обозначения: З — затвор (G — Gate), И — исток (S — Source), С — сток (D — Drain) |                      |                  |

## Особенности работы МОП-транзисторов

Схема включения транзистора

Семейство стоковых характеристик полевого транзистора с индуцированным каналом n-типа. — разность между напряжением затвор-исток и пороговым напряжением открытия транзистора.

Полевые транзисторы управляются напряжением, приложенным к затвору транзистора относительно его истока, при этом:
{\displaystyle I_{c}=I_{u};}
{\displaystyle I_{3}\to 0.}
При изменении напряжения {\displaystyle U_{3u}} изменяется состояние транзистора и ток стока {\displaystyle I_{c}}.
1. Для транзисторов с каналом n-типа при {\displaystyle U_{3u}<U_{nop}\,,I_{c}=0} транзистор закрыт;
2. При {\displaystyle U_{3u}>U_{nop}} транзистор открывается и рабочая точка находится на нелинейном участке управляющей (стокзатворной) характеристики полевого транзистора:
{\displaystyle I_{c}=K_{n}\left[\left(U_{3u}-U_{nop}\right)\cdot U_{cu}-{\frac {U_{cu}^{2}}{2}}\right];}
{\displaystyle K_{n}} — удельная крутизна характеристики транзистора;
3. При дальнейшем увеличении управляющего напряжения {\displaystyle U_{3u}} рабочая точка переходит на линейный участок стокозатворной характеристики;
{\displaystyle I_{c}={\frac {K_{n}}{2}}\left[U_{3u}-U_{nop}\right]^{2}} — уравнение Ховстайна.

## Особенности подключения
При подключении мощных МОП-транзисторов (особенно работающих на высоких частотах) используется стандартное схемное включение транзистора:
1. RC-цепочка (снаббер), включённая параллельно истоку-стоку, для подавления высокочастотных колебаний и больших импульсов тока, возникающих при переключении транзистора из-за паразитных индуктивности и ёмкости подводящих шин. Высокочастотные колебания и импульсные токи увеличивают выделение тепла в транзисторе и могут вывести его из строя, если транзистор работает в предельно-допустимом тепловом режиме). Снаббер[англ.] также уменьшает скорость нарастания напряжения на выводах сток-исток, чем защищает транзистор от самооткрывания через проходную емкость.
2. Быстрый защитный диод, включённый параллельно истоку-стоку в обратном относительно источника питания включении, шунтирует импульсы тока, образующегося при запирании транзистора, работающего на индуктивную нагрузку.
3. Если транзисторы работают в мостовой или полумостовой схеме на высокой частоте (например, в сварочных инверторах, индукционных нагревателях, импульсных источниках питания), то помимо защитного диода в цепь стока иногда встречно включается диод Шоттки для блокирования паразитного диода. Паразитный диод имеет большое время запирания, что может привести к сквозным токам и выходу транзисторов из строя.
4. Резистор, включённый между истоком и затвором, для утечки заряда с затвора. Затвор сохраняет электрический заряд как конденсатор, и после снятия управляющего сигнала МОП-транзистор может не закрыться (или закрыться частично, что приведёт к повышению его сопротивления, нагреву и выходу из строя). Величина резистора подбирается таким образом, чтобы мало влиять на управление транзистора, но, в то же время, быстро сбрасывать электрический заряд с затвора.
5. Защитные диоды (супрессоры), подключаемые параллельно транзистору и его затвору. При превышении напряжения питания на транзисторе (или при превышении управляющего сигнала на затворе транзистора) выше допустимого, например при импульсных помехах, супрессор ограничивает опасные выбросы напряжения и предохраняет затворный диэлектрик от пробоя.
6. Резистор, включённый последовательно в цепь затвора, для уменьшения тока перезаряда затвора. Затвор мощного полевого транзистора имеет высокую ёмкость, и электрически эквивалентно представляет собой конденсатор ёмкостью в несколько десятков нанофарад, что вызывает значительные импульсные токи во время перезарядки затвора короткими фронтами напряжения управления (до единицы ампер). Большие импульсные токи могут повредить устройство управления затвором транзистора.
7. Управление мощным МОП-транзистором, работающим в ключевом режиме на высоких частотах, осуществляют с помощью драйвера — специальной схемы или готовой микросхемы, усиливающей управляющий сигнал и обеспечивающей большой импульсный ток для быстрой перезарядки затвора транзистора. Это увеличивает скорость переключения транзистора. Ёмкость затвора мощного силового транзистора может достигать десятков нанофарад. Для быстрой её перезарядки требуется ток в единицы ампер.
8. Также используются оптодрайверы — драйверы, совмещённые с оптопарами. Оптодрайверы обеспечивают гальваническую развязку силовой схемы от управляющей, защищая её в случае аварии, а также обеспечивают гальваническую развязку относительно земли при управлении верхними МОП-транзисторами в мостовых и полумостовых схемах. Совмещение драйвера с оптопарой в одном корпусе упрощает разработку и монтаж схемы, уменьшает габариты изделия, его стоимость и т. д.
9. В сильноточных устройствах с большим уровнем помех и электрических ко входам микросхем, выполненных на МОП-структурах, подключают по паре диодов Шоттки, включённых в обратном направлении, т. н. диодную вилку (один диод — между входом и общей шиной, другой — между входом и шиной питания) для предотвращения явления так называемого «защёлкивания» МОП-структуры. Однако, в некоторых случаях, применение диодной вилки может привести к нежелательному эффекту «паразитного питания» (при отключении питающего напряжения диодная вилка может работать как выпрямитель и продолжать питать схему).

## Применение

МОП-транзисторы в современных интегральных микросхемах

Осн. статья: Применение МОП-транзисторов (MOSFET applications)
МОП-транзисторы — основа современной электроники. Они являются самым массово производимым промышленным изделием, с 1960 года по 2018 год их было произведено около 13 секстиллионов (1.3×1022).
Такие транзисторы используются в современных цифровых микросхемах, являясь основой КМОП-технологии.